# Metafora
Metafora (gr. μεταφορά metaphorá), inaczej przenośnia – językowy środek stylistyczny, w którym obce znaczeniowo wyrazy są ze sobą składniowo zestawione, tworząc związek frazeologiczny o innym znaczeniu niż dosłowny sens wyrazów, np. „od ust sobie odejmę”, „podzielę się z wami wiadomością” lub „złote serce”.
Metafora jest typowym środkiem tekstów artystycznych, zwłaszcza poetyckich, gdzie służy jako środek obrazowania, choć utrwala się również w stylu potocznym i publicystycznym. Odgrywa istotną rolę w rozwoju zasobu leksykalnego języka; niekiedy znaczenie przenośne jakiegoś wyrazu utrwala się jako znaczenie podstawowe lub równorzędne wobec sensu pierwotnego.
Określenie „przenośnia” jest zasadniczo synonimem terminu „metafora”, ale bywa traktowane jako pojęcie szersze, obejmujące zarówno metaforę, jak i metonimię.
Metafory są często uważane za szczególną odmianę analogii. Na przykład metaforę przyrównuje się do „skondensowanej analogii” lub do „analogicznej fuzji”. Ponadto analogia i metafora mają działać w sposób podobny, tudzież obecny ma być w nich ten sam proces myślowy. Granica między analogią i metaforą ma być przy tym nieścisła („rozmyta”), a tym, co je ma odróżniać ma być odległość między porównywanymi w ich ramach obiektami (rzeczami, zachowaniami, osobami, relacjami).

Metafory i analogie, poprzez zestawienie razem różnych kontekstów, prowadzą do powstawania nowych sposobów patrzenia.
Prawie wszystko to, co wiemy, łącznie z poważną nauką, opiera się na metaforze. I dlatego nasza wiedza nie jest absolutna .

## Klasyczna definicja Metafory
Klasyczna definicja metafory (przenośni) pochodzi od Arystotelesa. W Poetyce pisze on:

Metafora jest to przeniesienie nazwy jednej rzeczy na inną: z rodzaju na gatunek, z gatunku na rodzaj, z jednego gatunku na inny, lub też przeniesienie nazwy z jakiejś rzeczy na inną na zasadzie analogii.
(Arystoteles, Poetyka, 1457 b)

Przykładami mogą być zwroty czara jest tarczą Dionizosa i starość jest wieczorem życia. Dając wskazówki jak stworzyć dobrą metaforę Stagiryta podkreślał, że powinna przypominać zagadkę. Ułożenie jej wymaga dostrzeżenia podobieństw w rzeczach niepodobnych.
Stanowisko Arystotelesa współcześnie jest uznawane za błędne z dwóch powodów. Pierwszym jest założenie Arystotelesa, że w metaforze wyrażenie konwencjonalne zostaje zastąpione przez wyrażenie nietypowe, a odczytanie metafory polega tylko na odgadnięciu słowa właściwego. Błąd polega na przekonaniu, że sens metafory można zawrzeć w krótkim niemetaforycznym wyrażeniu. Tymczasem dobrą przenośnię można odczytywać na wiele sposobów. Drugi to przypisywane Arystotelesowi stanowisko, że przenośnia jest skróconym porównaniem. W rzeczywistości jest to pogląd Kwintyliana, inspirowany pracami Arystotelesa. Utożsamianie porównania i przenośni jest mylne, ponieważ w porównaniu płaszczyzna podobieństwa jest wyraźnie określona, a w przenośni nie.
Pojęciem dopełniającym jest metonimia. Dualizm metafora-metonimia po raz pierwszy został zaproponowany przez językoznawcę Romana Jakobsona w 1957 roku, a w tak ogólnym znaczeniu spopularyzowany przez antropologa Claude’a Lévi-Straussa. Zdaniem socjologa Garetha Morgana postrzeganie świata społecznego odbywa się właśnie przede wszystkim przy użyciu metafor, a także sensemakingu.

## Metafora w ujęciu kognitywnym
W roku 1980 George Lakoff wraz z Markiem Johnsonem opublikowali pierwsze wydanie swojej książki Metafory w naszym życiu, w którym ustanawiają metaforę w centrum międzyludzkiej komunikacji, odrzucając tym samym generatywistyczne teorie Noama Chomskiego oraz językoznawczy strukturalizm, które marginalizowały wyrażenia metaforyczne.

### Domeny pojęciowe
W 1987 roku Lakoff wprowadza pojęcie „domen pojęciowych”: metafory pojęciowe powstają jako skutek systematycznego powiązania dwóch różnych domen pojęciowych, z których jedna (X) funkcjonuje jako domena docelowa, zaś druga jako domena źródłowa (Y) metaforycznego rzutowania. W ten sposób X rozumiana jest jako Y, co czyni domenę pojęciową dostępną poznawczo, poprzez odwołanie się do innego obszaru doświadczenia. Właściwa projekcja metaforyczna zachodzi więc na płaszczyźnie pojęciowej pomiędzy dwiema domenami pojęciowymi i znajduje swój wyraz w języku w różnych konwencjonalnych zwrotach. Przy czym naczelna teza tej teorii głosi, że abstrakcyjne domeny docelowe (X) są z reguły łączone z konkretniejszymi i poznawalnymi zmysłowo domenami źródłowymi (Y): „Metafory wyłaniają się z naszych jasno określonych i konkretnych doświadczeń, pozwalając nam tworzyć pojęcia tak abstrakcyjne i złożone jak argumentowanie”. Jest to reguła, która nie wyklucza wyjątków, traktowana jest przez swoich twórców jako pewna tendencja lub preferencja do pojmowania pojęć mniej konkretnych za pomocą pojęć bardziej konkretnych. Jedną z cech teorii kognitywnej, w odróżnieniu od innych teorii metafory, jest nieodwracalna relacja elementów X i Y; uważa się zatem, że projekcja metaforyczna ma tylko jeden kierunek. Jedna z uczennic Lakoffa, Eve Sweetser, pisze o tym tak: „Rzutowania są jednokierunkowe: doświadczenie fizyczne jest źródłem słownictwa dla opisu naszych stanów psychologicznych, ale nie na odwrót. Ta tzw. „teza o jednokierunkowości”, ogłoszona w 1980 roku, została porzucona w ujęciu metafory kognitywnej w teorii amalgamacji pojęciowej (conceptual blending), gdzie obok typowych przypadków jednokierunkowego rzutowania (nazywanych single-scope blends) omawia się wiele innych, w których kierunkowość ta jest wyraźnie mniej zarysowana bądź nieobecna (np. double-scope blends).
Metodologia kognitywnej teorii metafory polega na „rekonstrukcji” metafor pojęciowych z dostępnego materiału językowego. Oto przykłady:
- Tracisz mój czas.
- To urządzenie zaoszczędzi ci wiele godzin.
- Ta przebita opona kosztowała mnie godzinę.
- Zainwestowałem w nią dużo czasu.
- Nie mam czasu do stracenia.
- Zaczyna brakować ci czasu.
- Odłóż trochę czasu na grę w pingponga[16].
- Czas to pieniądz.

### Funkcja metafor
Zgodnie z duchem kognitywizmu to metaforom przypadają funkcje ułatwiające poznanie (kognicję). Do obszaru myślenia abstrakcyjnego należą przy tym nie tylko teoretyczne konstrukty naukowe oraz metafizyczne idee, ale również codzienne pojęcia, takie jak miłość lub wspomniany czas. Inny, funkcjonalny aspekt metafory kryje się w jej potencjale kreatywnym, co oznacza, że – na przykładzie metafory pojęciowej czas to pieniądz – oferuje bogate i różnorodne możliwości konceptualizacji abstrakcyjnej domeny docelowej, jaką w tym przypadku jest czas. Od użytkownika języka zależy, które z możliwości zostaną wykorzystane, a więc jakich językowych realizacji doczeka się sama metafora; użytkownik ma tym samym do wyboru konwencjonalne zwroty metaforyczne typu „przebita opona kosztowała mnie godzinę”, ale też może tworzyć nieskończoną liczbę nowych metafor (z czego skwapliwie korzystają poeci).

### Zastosowanie teorii
Terminem wspólnym dla całego kognitywizmu jest metafora, traktowana jako zjawisko pojęciowe, które wyraża się przede wszystkim w sposobie myślenia i działania, a nie tylko w języku. Lakoff widzi sens metafory w rozumieniu i doświadczeniu jednej rzeczy w kategoriach innej, co w konsekwencji prowadzi do wniosku, że ludzki system pojęciowy jest w dużym stopniu systemem wzajemnie powiązanych analogii. Korzystając z osiągnięć psychologii, językoznawstwo kognitywne stworzyło aparat teoretyczny pozwalający na analizę języka jako sposobu wyrażania treści pojęciowych; pozwoliło spojrzeć z nieco innej perspektywy na trudne obszary językoznawstwa – język wartości czy też metaforę poetycką i potoczną. Szerokie rozumienie metafory sprawia, że możemy mówić również o metaforycznym działaniu czy obrazie, i stosować metody językoznawstwa kognitywnego do badania warstwy językowej dzieła literackiego lub filmowego. Ma to ogromne znaczenie dla analizy literackiej i dla teorii przekładu, chociaż proponowane przez kognitywistów pojmowanie języka i komunikacji nie zaowocowało jeszcze na większą skalę w nauce o literaturze.

## Metafora w przekazie publicznym
Metaforę jest zalecana i stosowana w przemówieniach publicznych. Pozwala ona ubarwić wypowiedź, może też pomagać w zrozumieniu danego tematu czy problemu.

## Metafora w psychoterapii
W psychoterapii metafora odnosi się do wszystkiego, co wyraża relację pomiędzy dwoma obiektami, np. anegdota, analogia, gra słów, zagadka, symbol. Metafora ma na celu poradzenie sobie z oporem klienta, pomaga zmienić jego przekonania, czasem za jej pomocą można dotrzeć do wypartych uczuć i zapomnianych wspomnień i w ten sposób dotrzeć do wewnętrznych zasobów klienta. „Analogia i metafora, podobnie jak dowcipy, mogą wywierać ogromny wpływ poprzez aktywizację nieświadomych schematów skojarzeniowych i reakcji, które w sposób nagły podsuwają świadomości «nowe» fakty lub reakcje behawioralne”. Metaforę często stosuje się w hipnozie.

## Metafora w psychoterapii ericksonowskiej
Metafora jest narzędziem często stosowanym w różnych podejściach terapeutycznych, jednak w terapii Ericksonowskiej zajmuje szczególne miejsce. Milton H. Erickson (1901 – 1980) jako pierwszy dostrzegł kreatywną rolę nieświadomości, widział ją jako ogromny magazyn informacji, także tych dotyczących rozwiązań problemów, których doświadczał pacjent. Przykładanie tak dużej wagi do roli nieświadomości, powoduje, że narzędzia, z których korzysta terapeuta, bardzo często odwołują się do pośrednich sposobów komunikacji – gdyż język symboliczny jest językiem najbardziej dla nieświadomości zrozumiałym. Dlatego najczęstsze narzędzia to właśnie metafory, ale też inne doświadczenia wprowadzające ruch i dynamikę.
Dzięki metaforze ani pacjent, ani terapeuta nie dotykają istoty problemu w sposób otwarty, zmiana dokonuje się poprzez pośredni przekaz trafiający bezpośrednio do nieświadomości pacjenta.
Metafora to narzędzie silnie kształtujące percepcję i doświadczenie. Dzięki niej terapeuta może nadać zupełnie nowe znaczenie trudności, dotąd postrzeganej przez pacjenta jako nierozwiązywalnej.
Umiejętnie skonstruowana opowieść może skierować myśli pacjenta na tory, których dotąd nie brał pod uwagę. To z kolei może obudzić w odbiorcy nagłe zrozumienie, bądź zapoczątkować stopniowy proces uczenia się. Pacjent może wybrać znaczenia odnoszące się do jego własnej sytuacji, gdyż metafory terapeutyczne dobrze jest konstruować tak, by pozwalały na wybór

### Kliniczne zastosowania metafory
1. Dzięki swojej niejednoznaczności opowieść metaforyczna pomaga pacjentowi, by posługując się swoją wyobraźnią, nadał jej własne znaczenie. Elastyczność opowieści sprawia, że jest ona kanałem dla różnych komunikatów – zarówno sugerując rozwiązania problemów, prezentując opinie, podsuwając możliwości działania – wskazuje odbiorcy nowe punkty widzenia[22].
2. Metafora pomaga zmniejszać opór pacjenta. Wprowadza trudne dla pacjenta sprawy w sposób delikatny, wykorzystując pośrednią formę komunikacji, odbierana jest przy tym jako mniej zagrażająca[22] np. gdy pacjentka nie potrafi rozmawiać o tematach związanych z seksualnością, czy kobiecością – terapeuta może zastosować metafory związane z naturą – przeistaczaniem się gąsienicy w motyla, zmianą pór roku (rozbudzaniem natury na wiosnę), bądź metafory związane z jedzeniem – delektowaniem się nim, poznawaniem nowych smaków, czerpaniem radości z przyjemności jaki dany smak przynosi.
3. Metafora pomaga w budowaniu umiejętności i siły ego[20]. Opowieść o osobie, która pokonała swoje trudności, może pośrednio wzmocnić przekonanie pacjenta, że w jego wypadku, również jest to możliwe. Treść historii zawierać może wówczas instrukcję postępowania, opis pożądanego zachowania, jakie pacjent może naśladować, co wzmacnia jego poczucie sprawczości, sprawia, że pacjent może zmierzyć się ze swoim problemem z większą pewnością siebie[20].
4. Metafora łączy przeszłość z teraźniejszością i przyszłością. Połączenie to otwiera nowe perspektywy u odbiorcy, podważa jego stare przekonania, co może budzić rodzaj niepokoju, ale i gotowości do zmiany[22].
5. Metafora pozwala powiedzieć coś do danej osoby, niejako w cudzysłowie. Na przykład jedna postać w historii, może rzucić do drugiej „To była głupia decyzja”[22]. Może też mieć w sobie wbudowaną sugestię, wyrażoną wprost „Dasz sobie radę”. W ten sposób słuchacz ani nie poczuje się bezpośrednio zagrożony (w pierwszej sytuacji), ani nie odczuje presji (w sytuacji drugiej). Jeśli zaś taka uwaga będzie właściwie umieszczona w kontekście (i zostanie wyróżniona zmienionym tempem lub tonem głosu), może wywrzeć na nim ogromne wrażenie.
6. Metafora jest narzędziem niezwykle nośnym – terapeuta może korzystać z wszelkich dostępnych zasobów, własnych doświadczeń życiowych, wiedzy, zasłyszanych anegdot, poczucia humoru, filmu, świata muzyki, techniki, ze wszystkiego, co tylko wydaje się użyteczne dla pacjenta. Gdy np. pracuje ze sportowcem, terapeuta może, wyjaśniając czym jest terapia, powołać się na metaforę treningu, pracując z mechanikiem samochodowym – używać metafor związanych z pracą silnika. Kreatywność jest największym sprzymierzeńcem terapeuty – im większe jego zaufanie do swojej intuicji, tym większa szansa na pomoc pacjentowi w odnalezieniu jego własnej drogi do rozwiązania[20].
7. Metafora może być pomocna przy desensytyzacji. Dzięki opowiadaniu serii anegdot, w których występują sytuacje związane z lękami pacjenta, można zredukować jego własne lęki. Trzeba jednak uważać, by kontrolować poziom napięcia pacjenta[22];
8. Metafory pozostają w pamięci słuchacza przez dłuższy czas, łatwiej też je przywołać, zwłaszcza w sytuacjach wiążących się w pewien sposób z treścią historii. Pacjent przetwarza przekaz opowieści, nawet wtedy, gdy na poziomie świadomym jest zajęty innymi sprawami[20].
9. Metafory stanowią łącznik między kulturami, a także przekaźnik tradycji. Przypowieści odzwierciedlają wartości, percepcję, wzorce myślenia należące do danej kultury. Spotykając odmienne, czasem skrajnie sposoby rozumienia, łatwiej odkryć względność, czy nawet sztywność własnych stereotypów myślenia. Ponadto opowieści są przekaźnikiem tradycji – słuchacz ma dostęp do dziedzictwa intelektualnego i duchowego wielu generacji, sam również może wzbogacić przekaz o własne interpretacji, stając się kolejnym ogniwem we współtworzeniu kultury[20].

### Rodzaje metafor

#### Przypowieści, anegdoty, analogie, metafory wbudowane
1. Przypowieści to starannie zaplanowane (zgodnie z założeniami terapii strategicznej) dłuższe opowieści, nacelowane na osiągnięcie konkretnego efektu. Przy ich konstrukcji pomocne mogą być własne doświadczenia życiowe terapeuty, biografie znanych ludzi, postaci literackich, czy filmowych. Ważne by terapeuta znał problem pacjenta, jego cel i preferowany przez niego system reprezentacji. Fabuła ma prowadzić przez strategię zmiany do osiągnięcia celu[20].
2. Anegdoty są krótsze niż przypowieści, zwykle bardziej oszczędne w treści, odnoszą się do realnych wydarzeń z życia. Podczas szkolenia terapeutów Erickson często posługiwał się opisami pacjentów[23]. Ciekawa anegdota może wyzwolić nieświadome wspomnienia, a także uruchomić postawę zaciekawienia i otwartości. Uruchamiając stan biernej uwagi, ułatwia wywołanie transu.
3. Analogie i porównania są powszechnie używane w codziennej komunikacji. W terapii stanowią pomocną alternatywę dla stwierdzeń bezpośrednich. Czasem lepiej powiedzieć „widzę, że grasz pod słońce” (o ile pacjent jest fanem sportu), niż „widzę, że jesteś w bardzo trudnej sytuacji”. Pierwsze stwierdzenie zawiera w sobie od razu pomocne założenie, że osoba  poradzi sobie z trudnościami, kiedy znajdzie inną perspektywę[22].
4. Metafory wbudowane to opowieści wielokrotnie złożone. Terapeuta rozpoczyna jedną opowieść, w trakcie przerywa ją, rozpoczynając kolejną (np. jeden z bohaterów zaczyna opowiadać coś pozostałym), dopiero potem kończy pierwszą. Zazwyczaj kluczowa interwencja zawarta jest w środkowej opowieści, dlatego jest praktycznie nie do odszyfrowania dla świadomości – przechodzi od razu do nieświadomej części pacjenta. Erickson był mistrzem tej konwencji, potrafił zawierać kilka opowieści w jednej, łącząc przeformułowanie, paradoks, porównania, pomagające pacjentowi sięgać do zasobów[23][20].

#### Baśnie, mity, legendy
Opowieści te korzystają ze zbiorowej wiedzy ludzkości. Motywem często się w nich pojawiającym jest podróż, poszukiwanie tożsamości, walka ze złem. Dzieci, słuchając bajek, identyfikują się z głównym bohaterem opowieści. Przeżywając razem z nim trudności, stawiają czoła złu i własnym lękom, by zdobyć to, czego pragną. Bajki pomagają w budowaniu nadziei na zwycięstwo, prowadząc przez próby, konfrontację z niewypowiedzianymi lękami – ku wewnętrznej integracji, odnalezieniu harmonii ze światem.

#### Wytwory artystyczne – rysunek, lalki, gry planszowe
Pacjent zwykle opisuje swoje doświadczenie używając kategorii słuchowych i kinestetycznych, tworząc rysunek może zaczerpnąć z modalności wzrokowej, co z jednej strony otwiera zupełnie nową perspektywę, z drugiej umożliwia dysocjację od problemu.
Mills i Crowley  stworzyli oryginalną technikę, opierającą się na rysunku. Pacjent tworzy trzy rysunki – najpierw rysuje swój problem (ma pokazać terapeucie „jak” on wygląda), drugi rysunek ma przedstawiać rozwiązanie problemu, a ostatnie elementy, jakie spowodują, że możliwe będzie przejście od problemu do rozwiązania (zasoby).

#### Działania symboliczne, rytuały, rzeźba rodziny
Mają one wiele funkcji pomocnych w terapii, m.in.: usuwanie niezgodności (budowanie wewnętrznej stabilności), ustanawianie stałego porządku, nadanie nowego kontekstu, możliwość symbolicznego wyrażania uczuć, transformacja struktury rodziny.

#### Metaforyczne zadania domowe
Większość metaforycznych zadań ma w sobie element rytualny, np. gdy pacjent ma kłopot z rozdzieleniem życia zawodowego i prywatnego, po powrocie z domu może mieć „zadane” wzięcie prysznica i zmianę ubrania.